# Поль Бійоге Мба
Поль Бійоге Мба (фр. Paul Biyoghe Mba; нар. 18 квітня 1953) — габонський політичний діяч, прем'єр-міністр країни з 2009 до 2012 року. Член Габонської демократичної партії. до призначення на пост глави уряду займав різні міністерські пости упродовж багатьох років.

## Життєпис
Після навчання на факультеті менеджменту в університеті Ренна у Франції став заступником директора габонського Банку розвитку (1977–1980), потім був радником президента у комерційних, індустріальних та інвестиційних справах (1980–1983) та політичним радником (1983 — 1984).
У подальшому обіймав посаду заступника голови Кабінету президента республіки, який відповідав за економічні, фінансові та адміністративні справи, поки не увійшов до складу уряду як міністр торгівлі, споживання й транспорту (з 1989).